# جيمي آشر
جيمي آشر (بالإنجليزية: Jamie Asher)‏ هو لاعب كرة قدم أمريكية أمريكي، ولد في 31 أكتوبر 1972 في إنديانابوليس في الولايات المتحدة.

## وصلات خارجية
- جيمي آشر على موقع مرجع كرة القدم المحترفة.كوم (الإنجليزية)